# ゴルカ朝
ゴルカ朝（ネパール語：गोर्खा、英語：Gorkha dynasty）は、1559年から2008年5月28日まで続いたゴルカ王国及びネパール王国の王朝。ネパール最後の王朝でもある。王家の姓を取ってシャハ朝（ネパール語: शाह वंश śaāha vaṃśa、英: Shah dynasty）とも呼ばれる。英語読みではグルカ朝（Gurkha dynasty）と発音される。
王はヒンドゥー教徒で、ヴィシュヌ神の化身とされてきた。出身カーストはチェトリ（インドのクシャトリヤに相当）。

## 歴史

### 前史
1484年にラーヤ・マッラのバクタプル王国から、ラトナ・マッラのカトマンズ王国が独立。1619年にシッディナラシンハ・マッラのパタン王国が独立し、マッラ朝は三王国時代に入る。

### ゴルカ王国
16世紀、ヤショー・ブラフマ・シャハ（Yasho Brahma Shah）がカスキ王国（現カスキ郡）を征服した。
1559年、ヤショー・ブラフマの子、ドラヴィヤ・シャハ（Dravya Shah）がゴルカ王国を確立。当時、ネパールは多くの独立した小国に分かれており、ゴルカは二四諸国にも数えられないほどの小国であった。

### 統一絶対王政期（1768年 - 1951年）

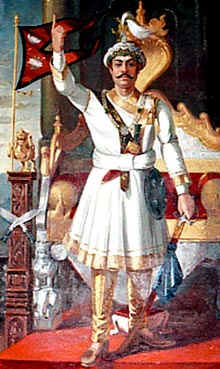
プリトビ・ナラヤン・シャハ

1743年、プリトビ・ナラヤン・シャハがゴルカ王（第10代）を継承、ネパール統一に乗り出す。1767年のキルティプルの戦い、1768年のカトマンズの戦いで、ネワール族のマッラ朝にゴルカ軍が勝利。同年9月、彼はネパール王に即位する。
1814年、ギルバン・ユッダ・ビクラム・シャハの治世にグルカ戦争がネパールとイギリス東インド会社との間で勃発する。この戦いに敗れたネパールは、1816年、国土の1/3を失う。
1846年、ラジェンドラ・ビクラム・シャハの治世、ゴルカ朝は宰相のラナ家に実権を奪われ、名ばかりの王家となる。

### 立憲王政期（1951年 - 2008年）
ゴルカ朝がその実権を取り戻したのは1951年、トリブバン国王のときのことである。亡命先から帰国したのち、初めて立憲君主制を採用した。
1959年、マヘンドラ国王は憲法を公布してネパール初の総選挙を実施。選挙の結果ネパール会議派が大勝し、ビシュエシュワル・プラサード・コイララ内閣が誕生する。しかし、改革を進めようとする内閣と、権力を維持したい国王は次第に対立を深め、1960年、マヘンドラ国王は憲法を停止して内閣・議会を解散、コイララ首相ら政党指導者を逮捕した（国王のクーデター）。
1962年、マヘンドラ国王は政党の禁止などを定めた新憲法を公布。パンチャーヤト制と呼ばれる国王にきわめて有利な間接民主制が行われた。また、首相の任免は国王が行った。
マヘンドラ国王は、1972年1月31日に死去した。同日、マヘンドラ国王の長男のビレンドラが跡を継ぎ、国王に即位する。
1990年、民主化運動であるジャナ・アンドランの高まりに押されて、ビレンドラ国王は民主的憲法を制定し、直接選挙による国会、国会から選ばれる内閣を復活する。この事により、ビレンドラは開明的君主として、国民の厚い信頼を得た。
2001年6月1日、ネパール王族殺害事件により、ビレンドラ国王はじめ多くのシャハ王家の構成員が死亡した。昏睡状態のディペンドラ皇太子が数日間王位についたが死亡し、叔父のギャネンドラが即位（重祚）した。
2005年2月、ギャネンドラ国王は議会を解散し、政府の実権を掌握する。ギャネンドラ国王の親政はロクタントラ・アンドランによって2006年4月に終わり、ネパールの君主制と、ゴルカ朝の命運はネパール制憲議会に委ねられることが決まった。2007年12月24日、王制は制憲議会開会とともに廃止されると発表された。
2008年5月28日、制憲議会の第一回会議で「連邦共和制」が宣言され、ゴルカ朝は終焉した。

## 歴代君主

### ゴルカ王
1. ドラヴィヤ・シャハ（在位：1559年 - 1570年）
2. プールナ・シャハ（在位：1570年 - 1605年）
3. チャトラ・シャハ（在位：1605年 - 1609年）
4. ラーム・シャハ（在位：1609年 - 1633年）
5. ダンバル・シャハ（在位：1633年 - 1645年）
6. クリシュナ・シャハ（在位：1645年 - 1661年）
7. ルドラ・シャハ（在位：1661年 - 1673年）
8. プリトビパティ・シャハ（在位：1673年 - 1716年）
9. ナラ・ブーパール・シャハ（在位：1716年 - 1743年）
10. プリトビ・ナラヤン・シャハ（在位：1743年 - 1768年）

### ネパール王
1. プリトビ・ナラヤン・シャハ（在位：1768年 - 1775年）
2. プラタープ・シンハ・シャハ（在位：1775年 - 1777年）
3. ラナ・バハドゥル・シャハ（在位：1777年 - 1799年）
4. ギルバン・ユッダ・ビクラム・シャハ（1799年 - 1816年）
5. ラジェンドラ・ビクラム・シャハ（在位：1816年 - 1847年）
6. スレンドラ・ビクラム・シャハ（在位：1847年 - 1881年）
7. プリトビ・ビール・ビクラム・シャハ（在位：1881年 - 1911年）
8. トリブバン・ビール・ビクラム・シャハ（在位：1911年 - 1950年、1951年 - 1955年） 1951年復位、王政復古
9. マヘンドラ・ビール・ビクラム・シャハ（在位：1955年 - 1972年）
10. ビレンドラ・ビール・ビクラム・シャハ（在位：1972年 - 2001年6月1日）
11. ディペンドラ・ビール・ビクラム・シャハ（在位：2001年6月1日 - 6月4日）
12. ギャネンドラ・ビール・ビクラム・シャハ（在位：1950年 - 1951年、2001年6月4日 - 2008年5月28日）